# Třebíčské astronomické hodiny

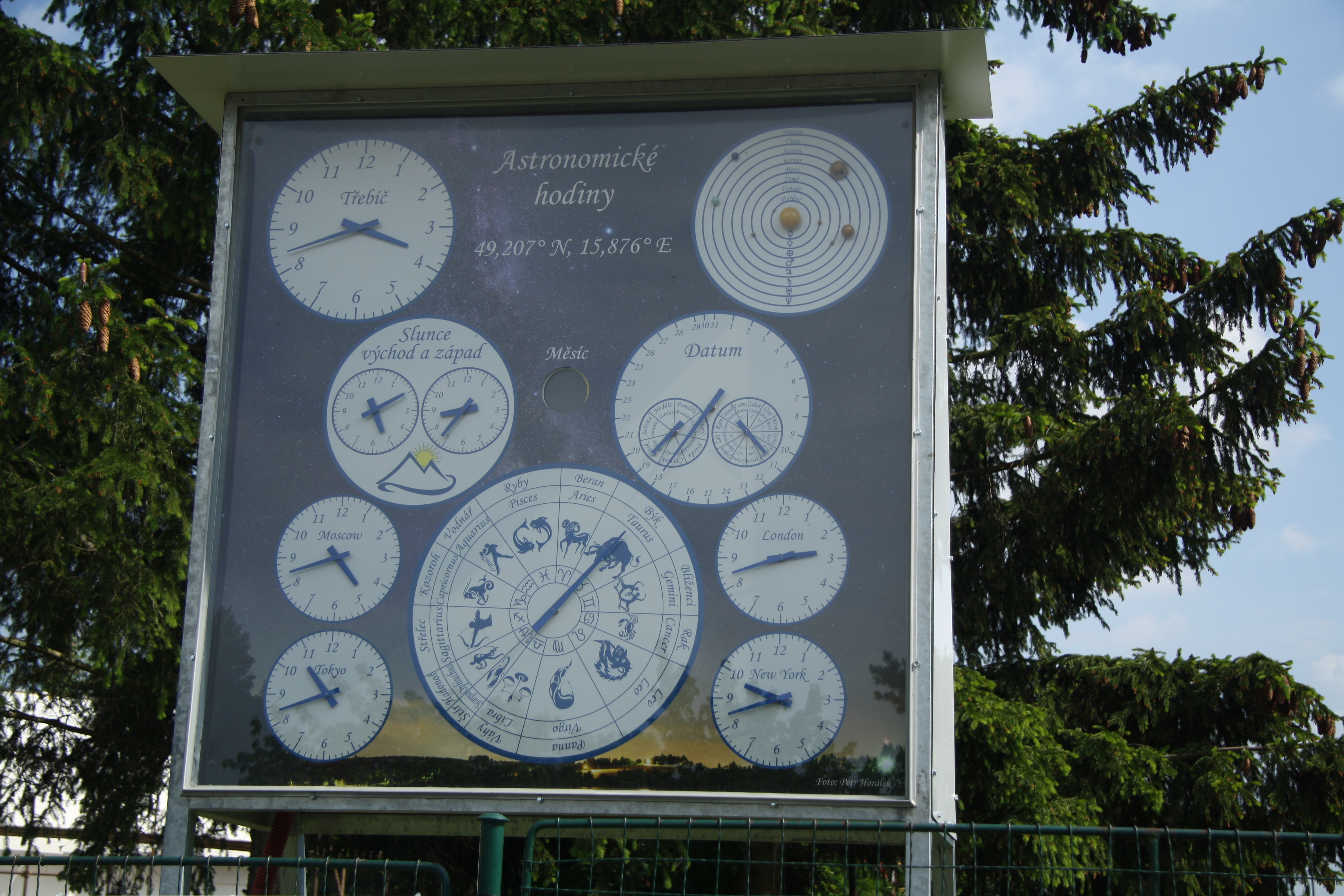
Pohled na Třebíčské astronomické hodiny

Třebíčské astronomické hodiny („třebíčský orloj“) jsou trvale instalovány před Hvězdárnou a planetáriem dr. Zdeňka Kvíze v Třebíči. Hodiny by postaveny v roce 2017 z podpory projektu Mládež kraji vypsaného organizací Rada dětí a mládeže kraje Vysočina.
Instalace je umístěna těsně za plotem hvězdárny, aby byla snadno přístupná veřejnosti.
Od roku 2018 je vedle hodin umístěn i Astronomický naučný koutek.

## Výstavba
Stavba proběhla mezi 1. květnem 2017 a 25. listopadem 2017. Realizace obnášela tvorbu grafického a technického řešení, výrobu součástí, programování řídicího členu, výkopové a stavební práce a samotné oživení systému hodin.
Finanční prostředky ve výši 30.000 Kč poskytla  Rada dětí a mládeže kraje Vysočina. Realizační tým tvořilo 5 dobrovolníků z řad mládeže s pomocí několika odborníků. Výstavbu hodin podpořily i DDM Třebíč a firmy Equicov, Symbol Graphics, Elektročas Praha a Sklenářství Věžník Třebíč.

## Vzhled a funkce

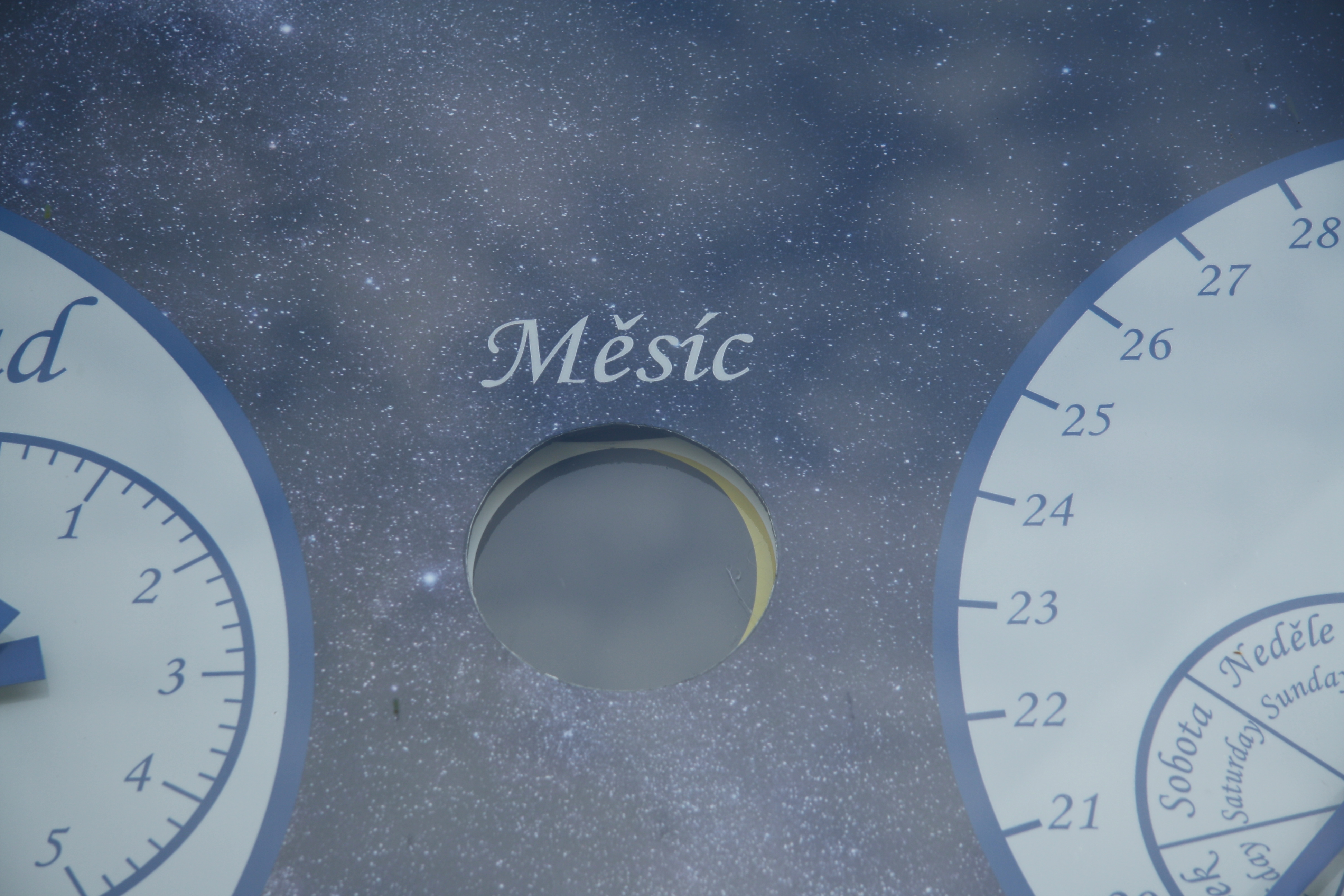
Ukazatel Měsíčních fází

Podkladovou plochu tvoří fotografie Petra Horálka. Ve středu dolní části hodin se nachází ukazatel zdánlivé polohy Slunce v souhvězdích astronomického zvěrokruhu. Po obou stranách tohoto ukazatele jsou hodiny ukazující čas ve čtyřech světových metropolích (Tokio, Moskva, Londýn a New York) a nad ním se nachází ukazatel současné fáze Měsíce. V horní části hodin je umístěn statický model sluneční soustavy, ukazatele data a časů východu a západu Slunce v Třebíči a také klasické hodiny s třebíčským časem.
Řídicí člen získává informace o přesném čase z atomových hodin ve Frankfurtu.